# WildBrain
WildBrain Ltd. este o companie canadiană de media, studio de animație, producție și licențiere de mărci, asociată în principal ca o companie de divertisment. Compania este cunoscută pentru deținerea a celei mai mari librării independente de programe de televiziune pentru copii, inclusiv activele achizițiilor precum Cookie Jar Group, Epitome Pictures și Wildbrain Entertainment printre altele, drepturi de distribuție ale librăriilor Jay Ward Productions și Ragdoll Worldwide și acțiuni în franciza Peanuts.
Compania a fost fondată în 2006 ca DHX Media, Ltd. printr-o fuziune între Decode Entertainment și Halifax Film Company. Compania a achiziționat ulterior alte studiouri și active, a achiziționat serviciul de specialitate canadian Family Channel în 2014 pentru a se extinde în radioteleviziune și a înființat rețeaua multicanal YouTube WildBrain (acum WildBrain Spark) în 2016. Bazându-se pe puterea diviziei, întreaga companie a fost redenumită ca WildBrain în 2019.

## Afaceri
- WildBrain Studios
- WildBrain Distribution
- WildBrain Television
- WildBrain London
- WildBrain CPLG (fostul Copyright Promotions Licensing Group)
- House of Cool